# Boxer
 Denne artikel omhandler en hunderace. Opslagsordet har også en anden betydning, se Boxer TV.
Boxer er en hundrace, der er klassificeret i Dansk Kennel Klub. Betegnelsen bokser er en uofficiel stavemåde for hunderacen.
Boxeren har et karakteristisk udseende, der deler meningerne. Kombinationen af markant udseende og legesygt væsen gør boxeren til noget særligt, fordi mange ikke forventer denne adfærd på grund af udseendet. Litteraturen roser boxeren som en meget god familiehund, men glemmer ofte at forklare, at det forudsætter, at familien har lyst til at være aktiv sammen med hunden. Boxeren er, selvom den ofte befinder sig i sofaen, ikke særlig egnet til at ligge stille ret længe ad gangen. Boxeren er en meget glad og livlig hund.

## Oprindelsesland & historie
Boxere blev først skabt i Tyskland, formentlig af brabant bullenbeissere fra Belgien og lignende hunde fra Danzig-området. Tyske racer og måske også engelske bulldogger kan have indgået i den oprindelige krydsning.
Oprindelig blev boxeren anvendt i forbindelse med jagt. Under jagten blev drivhunde anvendt sammen med boxeren, hvor drivhundens opgave var at opsøge vildtet, hvorefter boxeren kunne fastholde byttet, indtil jægeren nåede frem med henblik på aflivning.
I avlen af boxeren var man derfor interesseret i, at boxeren havde brede kæber og kort næseparti. Den brede kraftige kæbe skulle anvendes til at fastholde byttet´, og det korte næseparti var ideelt i forbindelse med fastholdelsen, fordi boxeren kan trække vejret, mens byttedyret bliver fastholdt.

## Fysiske kendetegn
Skulderhøjden for hannen er typisk ca. 57-63 cm, mens tæven bliver mellem 53 og 59 cm. Den vejer normalt mellem 25-32 kg, hvor hannen som regel vejer mest.
Pelsen er kort og glathåret. Den er rødgul eller tigret med sort 'maske' og hvide aftegninger. Den hvide andel af pelsen bør ikke udgøre mere end en tredjedel. Der har eksisteret hvide boxere, siden racen blev skabt, men det var først i 1925, da den tyske boxerklub forbød registreringen af hvide boxere, at øvrige lande begyndte at reducere antallet af de hvide individer. I dag tillader flere lande, at der registreres hvide hvalpe, men i Danmark regnes det for en fejl, såfremt mere end en tredjedel af pelsen er hvid. Desværre er de hvide individer tilbøjelige til at blive døve. Der må godt avles på en hvid Boxer, såfremt den anden hun ikke har noget hvid pels. Selvfølgelig er der han-boxere der vejer et godt stykke over 40 kg og er over 65 cm i skulderhøjde. Op til 50 kg for hanner.

## Karakter
Det hører til boxerens natur at være god til at beskytte sin familie og hjem. Boxeren er kendt for at være meget glad for børn og knytter sig nært til sin familie. En godt opdraget og præget boxer kommer også godt ud af det med artsfæller og øvrige husdyr.
Ud over at være egnet som en udpræget god familiehund er boxeren fremragende som redningshund og brugshund.
Boxeren har ry for at være en vanskelig hund for førstegangskøberen.
Boxeren er meget social og tåler ikke isolation længere tid ad gangen.